# Biên niên sử Giáo hội Công giáo Rôma
Biên niên sử Giáo hội Công giáo Rôma này ghi lại nhiều sự kiện xảy ra trong lịch sử Giáo hội Công giáo Rôma trải dài gần hai nghìn năm, song song cùng lịch sử Kitô giáo. Đây là giáo phái lớn nhất và lâu đời nhất của Kitô giáo, khởi nguyên từ cộng đồng tin theo Chúa Giêsu tại Jerusalem, do Thánh Phêrô dẫn dắt, sau đó là các giáo hoàng kế vị.
Các cuộc ly giáo dần dần phá hủy khối hiệp nhất của Kitô giáo, dẫn đến sự xuất hiện của những giáo phái mới (ví dụ: Giáo phái Arianism ra đời năm 318), đặc biệt, hai sự kiện ly giáo lớn nhất đó là Ly giáo Đông - Tây (1054) cho ra đời Giáo hội Chính thống giáo Đông phương và Cải cách Kháng Cách (1517) cho ra đời các giáo phái thuộc khối Tin Lành.
Giáo hội Công giáo đã có những vai trò nhất định của mình trong những biến chuyển của thế giới bao gồm: cuộc truyền giáo ra khắp châu Âu và Mỹ Latinh, các vấn đề giáo dục, y tế, triết học, nghệ thuật, âm nhạc, văn chương, kiến trúc và sự sụp đổ của chủ nghĩa cộng sản ở Đông Âu cuối thế kỷ 20.

## Thánh chức của Đức Giê-su và việc thành lập Giáo hội
Theo các sách Phúc Âm thuật lại thì Giêsu là con một người thợ mộc người Do Thái ở vùng Galilee tên Joseph, là Đấng Messiah hoặc Đấng được tấn phong – tức Đấng Kitô (Christos trong tiếng Hy Lạp) như đã được hứa trước trong Cựu Ước và người cũng chính là Con Thiên Chúa. Rời Nazareth khi khoảng ba mươi tuổi (x.Luca 3:23), Giêsu bắt đầu công việc rao giảng. Trong các bài thuyết giáo của mình, Giêsu kêu gọi mọi người ăn năn sám hối (x.Mark 1:15) và giới thiệu Thiên Chúa là đấng nhân từ, hay tha thứ. Nhiều người tin Giêsu như là một Rabbi (thầy giảng), thậm chí là Đấng Messiah đích thực nhưng giới chức Do Thái giáo xem đó là mối hiểm họa cho học thuyết và truyền thống tôn giáo của họ.
Những văn bản sau đây được coi là củng cố cho lập trường về vai trò của Giáo hội Công giáo:
Khi Đức Giêsu đến vùng kế cận thành Xê-da-rê Phi-líp-phê, Người hỏi các môn đệ rằng: "Người ta nói Con người là ai?" Các ông thưa: "Kẻ thì nói ông Gioan Tẩy Giả, kẻ thì bảo là ông Ê-li-a, cò người lại cho là ông Giê-rê-mi-a hay một trong các vị ngôn sứ". Đức Giêsu lại hỏi: "Còn anh em, anh em bảo Thầy là ai?". Ông si-mon Phê-rô thưa: "Thầy là Đấng Kitô, con Thiên Chúa hằng sống". Đức Giêsu nói với ông: "Này anh Si-mon con ông Giô-na, anh thật là người có phúc, vì không phải phàm nhân mặc khải cho anh điều ấy nhưng là Cha của Thầy, Đấng ngự trên trời. Còn Thầy, Thầy bảo cho anh biết: anh là Phêrô, nghĩa là Tảng Đá, trên tảng đá này, Thầy sẽ xây Hội Thánh của Thầy, và quyền lực tử thần sẽ không thắng nổi. Thầy sẽ trao cho anh chìa khóa Nước Trời: dưới đất anh cầm buộc điều gì, trên trời cũng sẽ cầm buộc như vậy; dưới đất anh tháo cởi điều gì, trên trời cũng sẽ tháo cởi như vậy. (Mátthêu 16:13-19).
Khi các môn đệ ăn xong, Đức Giêsu hỏi ông Simon Phêrô: "Này anh Simon, con ông Gioan, anh có mến Thầy hơn các anh em này không? " Ông đáp: "Thưa Thầy có, Thầy biết con yêu mến Thầy." Đức Giêsu nói với ông: "Hãy chăm sóc chiên con của Thầy." Người lại hỏi: "Này anh Simon, con ông Gioan, anh có mến Thầy không? " Ông đáp: "Thưa Thầy có, Thầy biết con yêu mến Thầy." Người nói: "Hãy chăn dắt chiên của Thầy." Người hỏi lần thứ ba: "Này anh Simon, con ông Gioan, anh có yêu mến Thầy không? " Ông Phêrô buồn vì Người hỏi tới ba lần: "Anh có yêu mến Thầy không? " Ông đáp: "Thưa Thầy, Thầy biết rõ mọi sự; Thầy biết con yêu mến Thầy." Đức Giêsu bảo: "Hãy chăm sóc chiên của Thầy. (Gioan 21:15-17)
Giáo hội Công giáo cho rằng, họ được thành lập từ sự kiện ngày Lễ Ngũ Tuần khi Chúa Thánh Linh hiện xuống trên các tông đồ và các môn đệ theo Giêsu trong một căn phòng kín. Sau đó, các tôn đồ bắt đầu công cuộc truyền giáo của mình. Công giáo nói riêng (và Kitô giáo nói chung) coi mình là tôn giáo tiếp nối và thay thế cho Do Thái giáo, vì Đấng Kitô và Thiên Chúa của người Do Thái là một. Công giáo là giáo hội do Chúa Giêsu Kitô thành lập là kéo dài đến tận cùng (Ngày Tận Thế), tồn tại qua việc kế vị liên tục của các tông đồ.

## Khởi nguyên

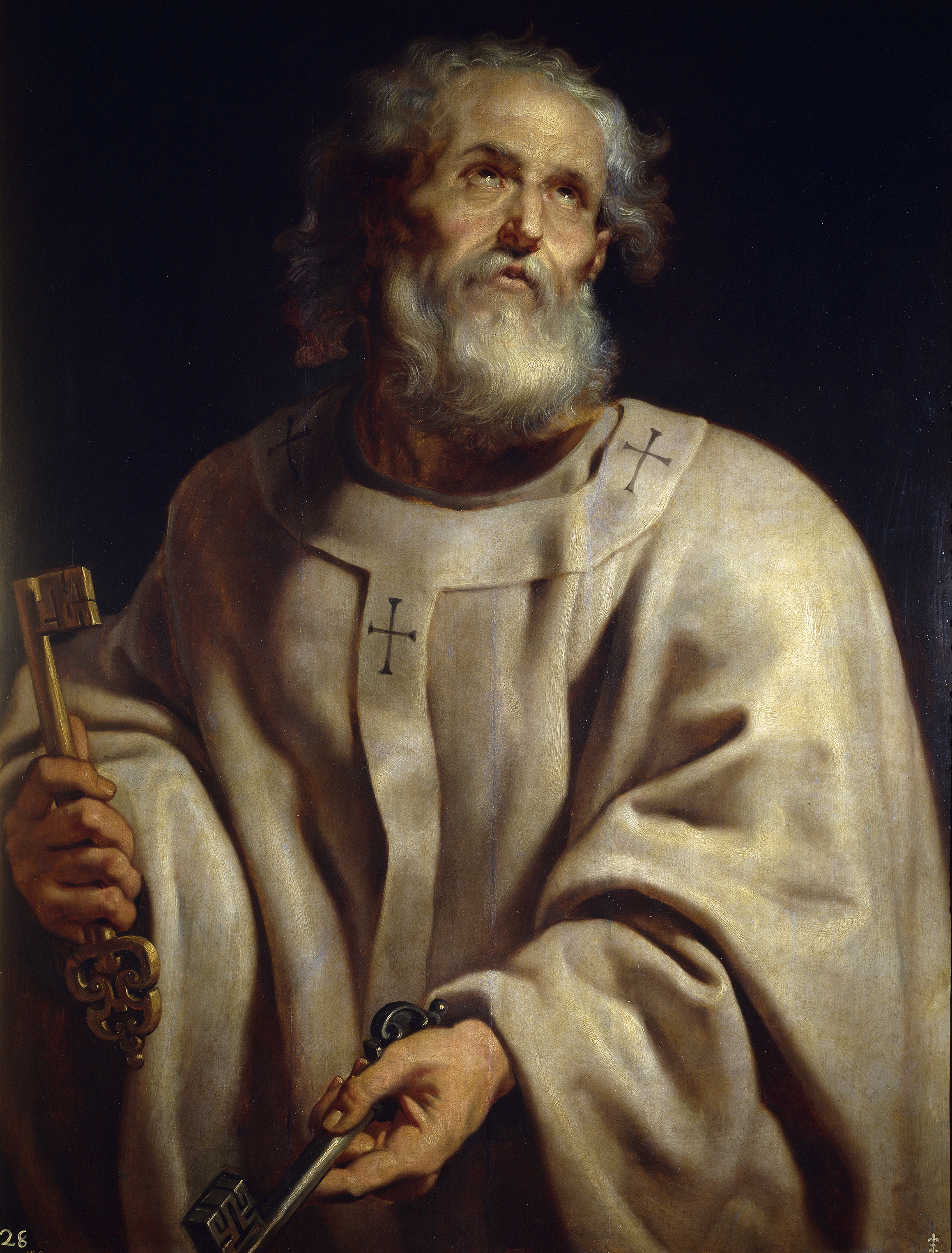
Thánh Phêrô - "Người giữ chìa khóa Nước Trời" - là vị Giáo hoàng đầu tiên của Giáo hội Công giáo Rôma.

4 TCN, Chúa Giê-su Giáng sinh. Theo Phúc âm Luca, Giê-su sinh tại thành phố Bethlehem (Bê-lem) thời Vua Herod Đại Đế (Hê-rô-đê) xứ Judaea (Giu-đê-a), và Hoàng đế Augustus của Đế quốc La Mã. Người là con của Trinh nữ Maria (thụ thai bởi quyền năng siêu nhiên của Chúa Thánh Thần). Tín đồ Kitô hữu nhìn nhận Giê-su là hiện thân của Con Thiên Chúa.
Mặc dù theo tính toán của Dionysius Exiguus thì Giêsu sinh vào năm 1 (hệ quả từ lịch hiện đại) nhưng lịch sử cho rằng, Giê-su sinh vào một năm nào đó trong khoảng 6 và 4 TCN.
- 27: Giêsu chịu Phép rửa, bắt đầu chọn 12 Tông đồ và rao giảng. Phúc âm Luca ghi nhận rằng, Đấng Ki-tô được rửa tội trong năm thứ 15 triều đại Tiberius Caesar (x. Luca 3:1)
- 33: Phêrô cùng những môn đệ theo Giêsu tuyên xưng Giêsu là Đấng Messiah do Yahweh (Gia-vê) hứa ban ứng nghiệm với Kinh Thánh và lời các tiên tri Do Thái đã loan báo. Giêsu vào thành Jerusalem chịu Khổ nạn, chịu đóng đinh vào thập giá dưới thời quan Pontius Pilate (Phong-xi-ô Phi-la-tô) vì lời cáo buộc của người Do Thái. Nhưng bản án không phải với tội danh chính trị hay nổi loạn mà rõ ràng được viết là: "Giêsu Nazareth, Vua dân Do Thái." Các sách Phúc Âm và những người tin theo Giêsu tin nhận rằng, ba ngày sau khi chết, Giêsu sống lại và 40 ngày sau đó, Giêsu lên trời. Mười ngày sau (Lễ Ngũ Tuần), Phêrô đi làm phép rửa nhân danh Đức Ki-tô cho khoảng 3000 người. Giáo hội Công giáo được thành lập từ đây, Phêrô trở thành Giám mục, Giáo hoàng đầu tiên.
- 34: Thánh Stephen (Stê-pha-nô), tử đạo đầu tiên bằng hình thức bị ném đá.
- 50: Công đồng Jerusalem.
- 52: Thánh Thomas (Tô-ma) Tông đồ đặt chân đến Ấn Độ.
- 64: Hoàng đế Nero bắt đạo, cuộc bắt đạo diễn ra đến tận năm 313.
- 64-67?: Thánh Phê-rô và Thánh Phao-lô tử đạo ở Roma.
- 70: Thành Jerusalem sụp đổ, Đền Thánh bị phá hủy.
- 72: Thánh Tô-ma tử đạo ở Mylapore.
- 100: Thánh John (Gioan), tông đồ cuối cùng chết ở Ephesus (Ê-phê-sô)
- 110: Ignatius (I-nha-xi-ô) thành Antioch lần đầu tiên sử dụng thuật ngữ Giáo hội Công giáo trong thư gửi Giáo hội tại Amyrna.
- 150: Bản dịch Kinh Thánh tiếng Latinh (Vetus Latina) từ tiếng Hy Lạp được lưu hành trong những cộng đoàn không nói tiếng Hy Lạp.

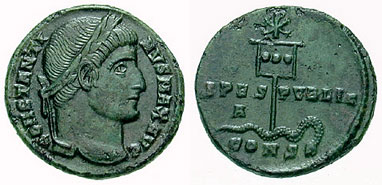
Đồng xu có hình hoàng đế Constantine và mặt sau là kỳ hiệu thập giá.

- 155: Marcion truyền dạy thuyết thần bí, bị giáo hội coi là tà giáo, gây chia rẽ trong cộng đoàn Rôma. Giáo hội tiếp tục bị Đế quốc La Mã đàn áp.
- 195: Giáo hoàng Victor I, người châu Phi đầu tiên làm Giáo hoàng, rút phép thông công Quartodecimans trong một cuộc tranh luận Lễ Phục Sinh.
- Tháng 1, 200: Hoàng đế Decius bắt đầu mở rộng cuộc đàn áp Ki-tô hữu trong thành Rôma. Giáo hoàng Fabian bị ngược đãi.
- 250: Giáo hoàng Fabian sai bảy Giám mục từ Rôma đến Gaul để truyền giáo: Gatien đến Tours, Trophimus đến Arles, Paul đến Narbonne, Saturnin đến Toulouse, Denis đến Paris, Austromoine đến Clermont và Martial đến Limoges.
- 28 tháng 10, 312: Trong cuộc nội chiến La Mã, Hoàng đế Constantinus I Đại Đế đánh thắng Hoàng đế Maxentius trong trận ác chiến tại cầu Milvian. Tương truyền, trong đêm trước trận đánh, Constantinus I Đại Đế chiêm bao thấy ông sẽ chiến thắng nếu đấu tranh dưới biểu tượng của Đấng Ki-tô. Vì thế, trong trận đánh này, tất cả các chiến binh của ông đều vẽ biểu tượng thập giá trên mặt của chiếc khiên chiến. Sau khi thắng trận, Constantinus I Đại Đế đã hợp thức hóa Ki-tô giáo. Ông được rửa tội không lâu trước khi chết.

## Từ 313 đến 476

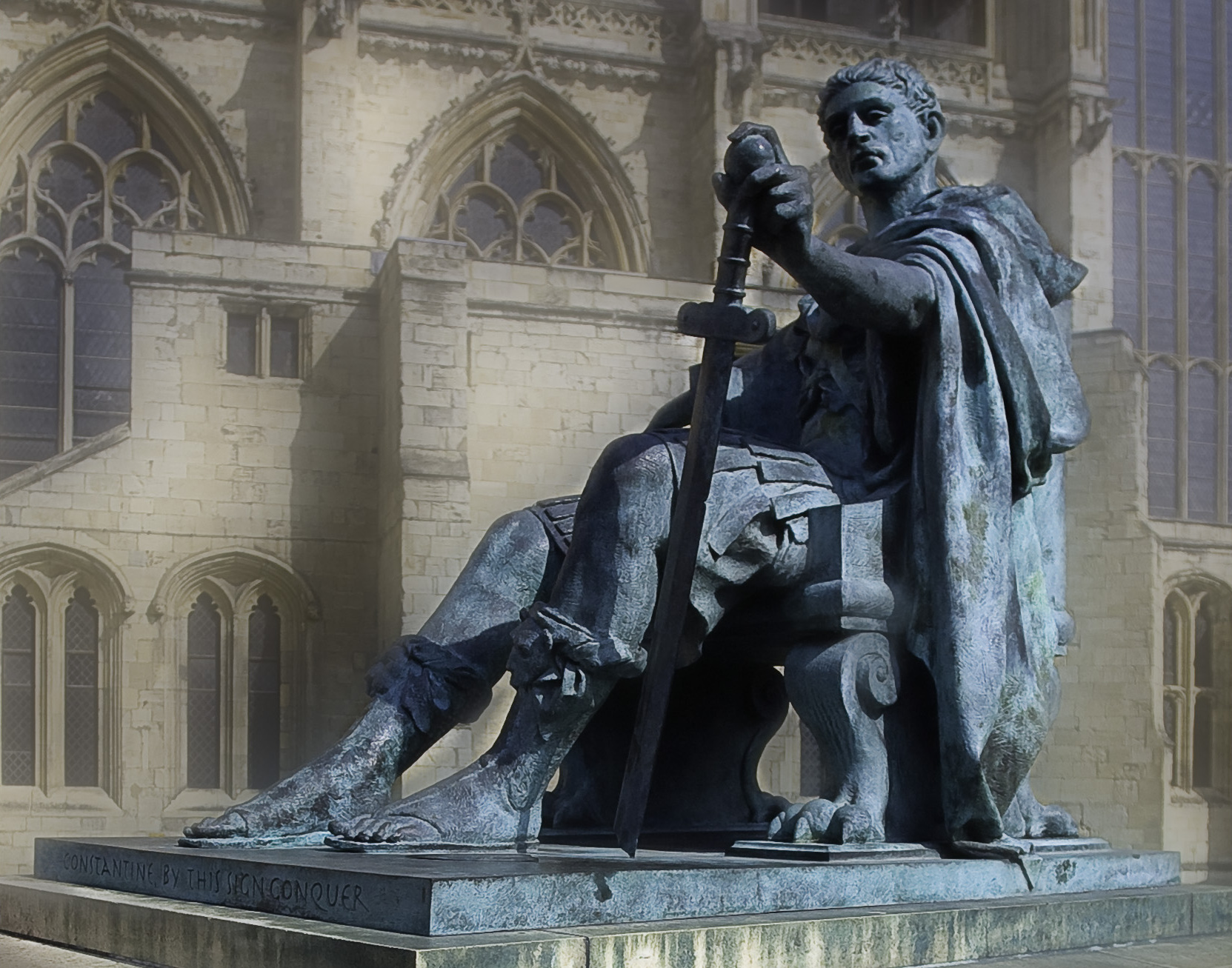
Constantinus I Đại Đế - vị Hoàng đế La Mã đầu tiên theo Ki-tô giáo.

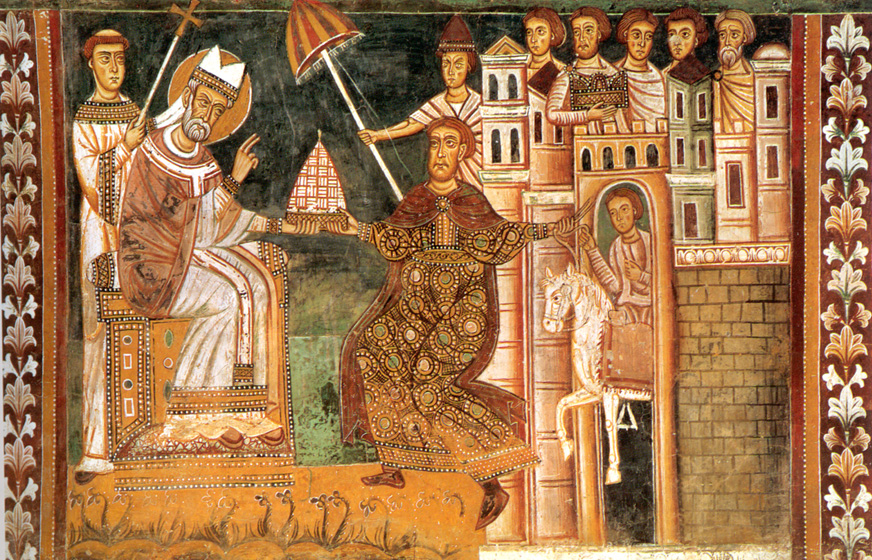
Giáo hoàng Sylvester I và vua Constantinus I Đại Đế, hai nhân vật gắn liền với giai đoạn lịch sử quan trọng của Giáo hội.

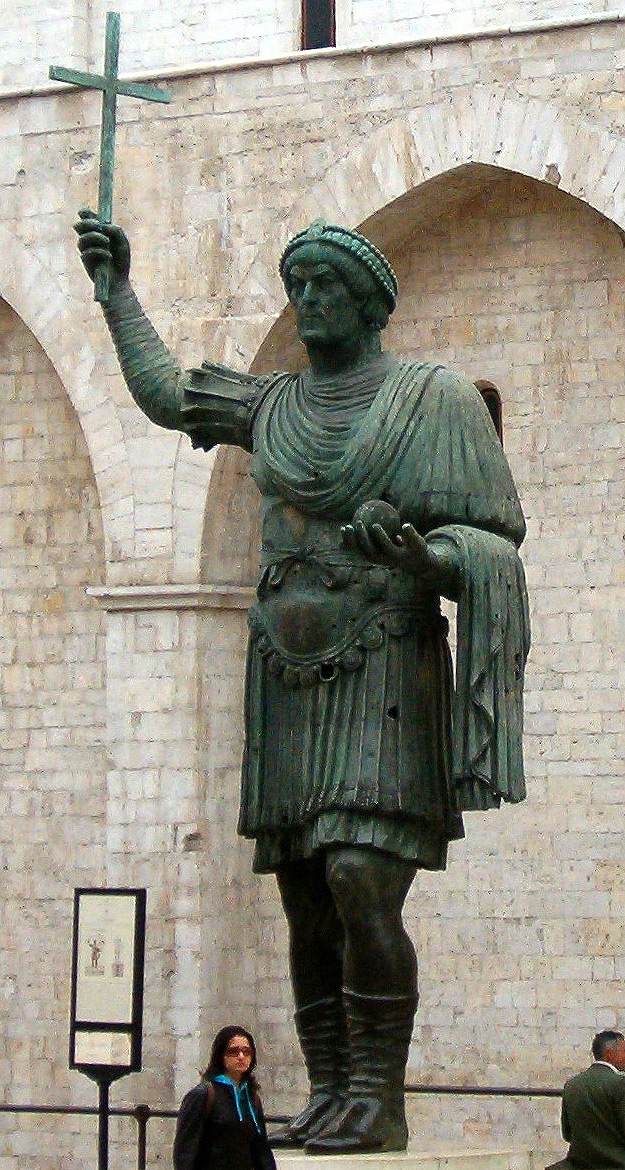
Vua Valentinianus I Đại Đế được xem là một trong những vị Hoàng đế kiệt xuất cuối cùng

- 313: Hoàng đế Constantinus I Đại Đế ban bố chiếu chỉ Milan, theo đó Đế quốc La Mã coi trọng quyền tự do tôn giáo. Từ đó, Ki-tô giáo được chấm dứt thời kỳ bị đàn áp.
- 318: Arius bị cáo buộc và bị Alexander, Giám mục thành Alexandria rút phép thông công.
- 321: Constantinus I Đại Đế hiến tặng lâu đài Laterani cho Giáo hoàng Miltiades. Đại giáo đường Lateran trở thành nhà thờ chính tòa của Giám mục thành Roma.
- 3 tháng 11, 324: Constantinus I Đại Đế đặt nền tảng cho một kinh đô mới của Đế quốc La Mã tại Byzantium, sau này được gọi là Constantinopolis.
- 325: Nổ ra cuộc tranh cãi của Giáo phái Arian ở Alexandria, gây ra bạo lực và chia rẽ giữa Ki-tô hữu nơi đây.
- 20 tháng 5, 325: Công đồng Nicaea nhóm họp nhằm phản ứng lại Giáo phái Arian, công khai tín điều Ba Ngôi.
- 18 tháng 11, 326: Giáo hoàng Sylvester I cung hiến Nhà thờ Thánh Phê-rô do Hoàng đế Constantinus I Đại Đế xây dựng trên nền mộ vị tông đồ.
- 11 tháng 5, 330: Constantinus I Đại Đế dời đô về thành Byzantium, đổi tên kinh đô mới thành Tân La Mã.
- 22 tháng 5, 337: Constantine I Đại Đế qua đời, trước đó không lâu, ông được rửa tội.
- 360: Julianus là vị Hoàng đế La Mã cuối cùng không theo Ki-tô giáo.
- 362: Hoàng đế Julianus ra Thánh chỉ cấm các tín đồ Ki-tô giáo được giảng đạo tại xứ Syria.
- 363: Trong chiến dịch phạt người Ba Tư, Julianus trận vong. Jovianus được tấn phong làm Hoàng đế. Ông ban đầu ban hành tự do tôn giáo, sau đó thiên vị Ki-tô giáo hơn hẳn ngoại giáo.
- 364: Hoàng đế Valentinianus I Đại Đế lên nối ngôi. Ông là tín đồ Ki-tô giáo nhưng vẫn ban bố tự do tôn giáo đối với các tín đồ ngoại giáo.
- 27 tháng 2, 380: Hoàng đế Theodosius I Đại Đế ban hành Thánh chỉ De Fide Catolica tại Thessalonica (Thê-xa-lô-ni-ca), phổ biến tại kinh đô Costantinopolis, tuyên bố Ki-tô giáo là quốc giáo của Đế quốc La Mã.
- 24 tháng 11, 380: Hoàng đế Theodosius được rửa tội.
- 381: Công đồng Constantinopolis I
- 382: Công đồng Rôma dưới thời Giáo hoàng Đamasô I thiết lập Quy điển Kinh Thánh, ra danh sách những quyển sách của Cựu Ước và Tân Ước được giáo hội công nhận.
- 391: Theodosius I Đại Đế đặt ngoài vòng pháp luật các nghi thức bị coi là tà giáo, nhiều người dân được cổ võ theo Ki-tô giáo. Ông đàn áp khốc liệt các tín đồ ngoại giáo.
- 395: Đế quốc La Mã bị chia cắt thành Đông và Tây La Mã.
- 400: Bản Kinh Thánh bằng tiếng Latinh được dịch và xuất bản. Cuộc biên soạn này có ảnh hưởng rất lớn và là cơ sở cho tuyển chọn các bản văn Kinh Thánh Cựu Ước và Tân Ước được biết đến như ngày nay.
- 404: Thầy dòng Telemachus cố gắng ngăn cản cuộc chiến sinh tử giữa hai đấu sĩ và ông bị quần chúng đi xem giết chết. Những cuộc đấu như thế đến thời Hoàng đế Honorius (Hoàng đế) thì chấm dứt.
- 24 tháng 8, 410: Cố đô Rôma bị tàn phá.
- 431: Công đồng Êphêsô tuyên bố tín điều: Chúa Giê-su tồn tại đồng thời hai bản tính: Thiên Chúa và loài người, minh bạch hóa vị trí của Chúa Giê-su trong Ba Ngôi.
- 8 tháng 10, 451: Khai mạc Công đồng Chalcedon
- 1 tháng 11, 451: Bế mạc Công đồng Chalcedon với việc: khẳng định lại tín điều: Giê-su tồn tại đồng thời hai bản tính: Thiên Chúa và loài người, tín điều Trinh nữ Maria là Mẹ Thiên Chúa, rút phép thông công Eutyches dẫn đến việc Chính thống giáo phương đông ly giáo.
- 452: Giáo hoàng Lêô I gặp vua người Hung Nô là Attila, khuyên ông không nên tàn phá thành Rôma.
- 4 tháng 9, 455: Hoàng đế Romulus Augustus bị truất phế ở cố đô Rôma, đánh dấu sự sụp đổ của Đế quốc Tây La Mã. Giáo hội sơ khai cùng với Đế quốc La Mã mở rộng dần về phía Đông, gọi là Đế quốc Đông La Mã. Giáo hội dần dần phân ly thành Công giáo và Chính thống giáo vào thế kỷ 11.

## Từ 477-799
- 480: Thánh Benedict (Biển Đức) bắt đầu thiết lập các nguyên tắc về thành lập các tu viện.
- 496: Vua người Frank là Clovis I vốn theo tà giáo cải đạo theo Công giáo.
- 502: Giáo hoàng Symmachus được bầu không phải do thường dân nữa nhưng do những chức sắc cao cấp hơn bầu chọn.
- 529: Bộ luật Justinianus I (Codex Justinianus) hoàn tất.
- 2 tháng 1, 533: Mercurius trở thành Giáo hoàng Gioan II. Ông trở thành Giáo hoàng đầu tiên dùng Tông hiệu thay cho tên khai sinh. Gioan II nhận được nhiều ưu đãi từ Hoàng đế Đông La Mã là Justinianus I Đại Đế
- 553: Công đồng Constantinople II.
- 590: Giáo hoàng Gregoty Cả cải cách cấu trúc và điều hành giáo hội.
- 596: Giáo hoàng Gregory phái Thánh Augustine thành Canterbury đi cảm hóa người Anh.
- 626: Quân Ba Tư vây hãm kinh thành Constantinopolis, Hoàng đế Heraclius đuổi được quân xâm lược và cứu vãn được Đế quốc Đông La Mã.
- 636: Quân Hồi giáo càn quét vào Đế quốc Đông La Mã, trong trận ác chiến tại Yarmouk Hoàng đế Heraclius đại bại.
- 638: Sau đại thắng tại Yarmouk, quân Hồi giáo đánh thắng cộng đồng Công giáo ở Jerusalem và Syria.
- 642: Quân Hồi giáo xâm lược, Heraclius mất sạch đất đai ở Ai Cập và phần lớn Bắc châu Phi.
- 664: Hội nghị Công giáo Whitby hợp nhất Giáo hội Celtic nước Anh vào Giáo hội Công giáo
- 680: Công đồng Constantinopolis III.
- 711: Quân Hồi giáo xâm chiếm Tây Ban Nha
- 718: Giáo hoàng Gregory II phái Thánh Boniface – một người Anh đi cảm hóa người Đức.
- 726: Phong trào bài trừ thánh tượng nổ ra ở phía đông đế quốc. Phong trào này kéo dài cho đến năm 843 thì mới chấm dứt
- 732: Quân Hồi giáo tiến vào Tây Âu. Trong trận quyết đấu tại Tour, người Frank đại phá tan nát quân Hồi giáo xâm lược.
- 751: Những vết tích cuối cùng của Đế quốc Đông La Mã ở miền Trung nước Ý và Rôma bị xóa bỏ.
- 787: Công đồng Nicaea II giải quyết phong trào bài trừ thánh tượng.
- 793: Tu viện Lindisfarne bị tàn phá, đánh dấu việc người Viking tấn công người Công giáo châu Âu.

## Từ 800-1543
- 25 tháng 12, 800: Vua Karl I, tức Charlemagne của người Frank được suy tôn làm Hoàng đế của Đế quốc La Mã Thần thánh.
- 829: Ansgar bắt đầu truyền giáo ở Thụy Điển.
- 863: Thánh Cyril và Thánh Methodius được sai đi cảm hóa người Sla-vơ. Họ cũng dịch Kinh Thánh sang tiếng Sla-vơ.
- 869: Công đồng Constantinopolis IV, đây là hội đồng tiếp tục bị Giáo hội Chính thống giáo Đông phương từ chối.
- 988: Thánh Vladimir I được rửa tội, trở thành vị công tước xứ Kiev theo Ki-tô giáo đầu tiên.
- 16 tháng 7, 1054: Nghi thức, ngôn ngữ, tín lý và một bộ phận chính trị của giáo hội phương Đông và phương Tây bị phân ly gọi là cuộc Đại Ly Giáo.
- 27 tháng 11, 1095: Tại Công đồng Clermont, với bài thuyết giảng sacrum bellum (thánh chiến), Giáo hoàng Urban II đề xuất một cuộc Thập tự chinh để bảo vệ tín hữu Ki-tô giáo ở phương Đông và những người đi hành hương đến Đất Thánh (Jerusalem).
- 1099: Cuộc Thập tự chinh lần thứ nhất, chiếm đóng Jerusalem.
- 1123: Công đồng Lateran I.
- 1139: Công đồng Lateran II.
- 1144: Đại giáo đường Thánh Denis được xây dựng. Đây là kiến trúc đầu tiên theo phong cách Gothic.
- 1179: Công đồng Lateran III.
- 1182: Giáo hội ở Maronite một lần nữa xác nhận tiếp tục quan hệ với Tòa Thánh.
- 2 tháng 10, 1187: Cuộc Thập tự chinh lần thứ ba.
- 13 tháng 4, 1204: Cuộc Thập tự chinh lần thừ tư, tiêu hủy kinh thành Constantinopolis. Constantinopolis thuộc về Đế quốc Latinh.
- 1205: Thánh Francis thành Assisi trở thành ẩn sĩ.
- 11 tháng 11, 1215: Công đồng Lateran IV khai mạc bởi Giáo hoàng Innocnet III.
- 30 tháng 11, 1215: Bế mạc Công đồng Lateran IV với việc phê chuẩn 70 sắc lệnh, trong đó có định nghĩa về Sự hóa thể của bánh và rượu trở thành Mình và Máu Chúa Giê-su.
- 1231: Giáo hoàng Gregory IX ban hiến chương trường Đại học Paris.
- 1241: Oa Khoát Đài chết, khiến quân Mông Cổ không thể tiến xa hơn vào châu Âu.
- 1245: Công đồng Lyons I, rút phép thông công và phế truất Hoàng đế Friedrich II.
- 1261: Hoàng đế Mikhaēl VIII Palaiologos thân chinh khởi binh, lấy lại được kinh thành Constantinopolis. Hoàng đế cuối cùng của Đế quốc Latinh là Baldwin II mất thành, mất nước.
- 1274: Công đồng Lyons II. Giáo hội Công giáo và Giáo hội Chính thống giáo tạm thời hợp nhất lại.
- 22 tháng 2, 1300: Giáo hoàng Boniface VIII ra tông thư Antiquorum fida relation, đánh dấu kỉ niệm Năm Thánh lần đầu tiên.
- 1305: Người Pháp tìm cách gây ảnh hưởng để Giáo hoàng từ Rôma về Avignon.
- 1378: Giáo hoàng giả Clement VII được bầu ra nhằm chống lại Giáo hoàng Urban VI.
- 29 tháng 5, 1453: Sultan Thổ Nhĩ Kỳ là Mehmed II thân chinh khởi binh: quân Thổ Nhĩ Kỳ hạ được thành Constantinopolis. Hoàng đế Constantinus XI anh dũng hy sinh.
- 1456: Sultan Mehmed II kéo đại quân sang xâm lược Hungary, và bị một danh tướng Hungary đè bẹp trong trận chiến ở Belgrade. Tin này làm cho Giáo triều được vui. Tuy nhiên, vị danh tướng cứu tinh của thành Belgrade đã qua đời không lâu sau đó trong một dịch bệnh.
- 1464: Trước sự trỗi dậy mạnh mẽ của người Thổ Nhĩ Kỳ dưới triều Sultan Mehmed II, Giáo hoàng Piô II toan thân chinh khởi xướng một cuộc Thập tự chinh chống lại quân Thổ Nhĩ Kỳ. Tuy nhiên, ông bị kiệt sức và qua đời trước khi có thể triệu tập các nước Công giáo.
- 1471: Giáo hoàng Xíttô IV lên nối ngai tòa Phêrô. Ông kêu gọi các nước châu Âu tiến hành Thập tự chinh chống quân Thổ Nhĩ Kỳ nhưng không thành.
- 1481: Sultan Mehmed II bị con là Bayezid ám sát. Đế quốc Thổ Nhĩ Kỳ lâm vào cuộc nội chiến do đó Âu châu được tạm ổn.

## Từ 1454 đến 1632
- 1492: Christopher Columbus khám phá ra Tân Thế giới
- 1493: Giáo hoàng Alexander VI trao quyền lợi thuộc địa và sứ mệnh truyền giáo tại Tân Thế giới cho Tây Ban Nha
- 22 tháng 1, 1506: Kaspar von Silenen và chỉ huy đạo quân lính đánh thuê Thụy Sĩ vào Vatican thời Giáo hoàng Julius II. Đây là ngày truyền thống của đội cận vệ Thụy Sĩ tại Tòa Thánh.
- 18 tháng 4, 1506: Giáo hoàng Julius đặt viên đá đầu tiên xây dựng Nhà thờ Thánh Phêrô.
- 1508: Michaelangelo bắt đầu vẽ trang trí trần Nhà nguyện Sistine.
- 1516: Thánh Sir Thomas ấn hành bản "Utopia" bằng tiếng Latinh
- 31 tháng 10, 1517: Martin Luther kháng nghị với giáo hội.
- 1519: Quân Tây Ban Nha chinh phục México
- 3 tháng 1, 1521: Giáo hoàng Leo X rút phép thông công đối với Martin Luther
- 1521: Những người Philippines đầu tiên được rửa tội theo Công giáo. Đây là quốc gia có người Công giáo đầu tiên ở Đông Nam Á.
- 6 tháng 5, 1527: Kinh thành Rôma bị tàn phá.
- 1529: Sultan Thổ Nhĩ Kỳ là Suleiman I liên minh với Pháp, vì vậy Giáo hoàng không giúp nước Áo nữa. Trên đà thuận lợi, Suleiman I thân hành xua đại quân tinh nhuệ xâm lược kinh đô Viên. Nhưng rồi tướng sĩ Áo chiến thắng và giải phóng kinh thành.
- 1531: Sự kiện Đức Mẹ Guadalupe hiện ra với Juan Diego ở Mexico
- 16 tháng 11, 1532: Francisco Pizzaro chiếm Atahualpa, chinh phục Đế chế Incan
- 15 tháng 8, 1534: Thánh Ignatius Loyola cùng những người khác, có cả Francis Xavier (Phanxicô Xaviê) thành lập Dòng Tên.
- 30 tháng 10, 1534: Nghị viện Anh phê chuẩn quyền tối cao của Danh sách quân chủ Anh trên Giáo hội Anh. Anh giáo ly khai khỏi Rôma.
- 1535: Michaelangelo bắt đầu vẽ bức Last Judgement (Ngày Phán xét chung) ở Nhà nguyện Sistine
- 1536 đến 1540: Các tu viện ở Anh, xứ Wales và Ireland bị giải thể.
- 17 tháng 12, 1538: Giáo hoàng Phao lô III rút phép thông công vua Henry VIII nước Anh.
- 1540: Giáo hoàng Phaolô III xác nhận vị trí Dòng Tên
- 13 tháng 12, 1545: Giáo hoàng Phaolô III triệu tập Công đồng Trent, Công giáo đối phó với Phong trào Kháng Cách.
- 4 tháng 12, 1563: Công đồng Trent bế mạc.
- 1568: Thánh Gioan Kim Khẩu, Thánh Basil, Thánh Gregory Nazianzus, Thánh Athanasius và Thánh Thomas Aquinas được phong làm Tiến sĩ Hội Thánh.
- 14 tháng 7, 1570: Giáo hoàng Pius V ban hành Tông hiến Tridentine Mass, Quo Primum
- 7 tháng 10, 1571: Liên minh Thần Thánh của các nước Công giáo như Tây Ban Nha, Venezia, v.v... đập tan nát thủy binh Thổ Nhĩ Kỳ trong trận thủy chiến kịch liệt tại Lepanto.
- 1577: Teresa thành Avila viết tập The Interior Castle, một tác phẩm cổ điển về Mầu nhiệm Công giáo.
- 24 tháng 2, 1582: Giáo hoàng Greory XIII cải cách Lịch Julian
- 4 tháng 10, 1582: Lịch Gregorian được công nhận ở Ý, Pháp, Tây Ban Nha và Bồ Đào Nha.
- 28 tháng 9, 1586: Domenico Fontana phục dựng thành công Tháp Vatican, ngày nay đặt tại Quảng trường Thánh Phêrô. Đây là thành tựu lớn về kỹ thuật kiến trúc đương thời.
- 1614: Tokugawa Ieyasu cấm đạo ở Nhật Bản

## Từ 1633 đến 1800
- 1633: Cuộc xét xử Galileo với thuyết nhật tâm.
- 1638: Cuộc nổi loạn Shimabara dẫn đến cuộc đàn áp tín đồ Kitô giáo ở Nhật Bản.
- 1683: Được sự hỗ trợ của quân Ba Lan, quân Áo - Quân đội Đế quốc La Mã Thần thánh đánh tan tác quân xâm lược Thổ Nhĩ Kỳ và giữ vững kinh thành Viên. Quốc vương Ba Lan là Jan III Sobieski
- 1684: Giáo hoàng khởi xướng Liên minh Thần thánh nhằm bảo vệ đức tin Ki-tô giáo chống người Thổ Nhĩ Kỳ
- 1685: Louis XIV hủy bỏ Sắc lệnh Nantes
- 1691: Giáo hoàng Innocent XII công khai chống lại việc gia đình trị và mua thần bán thánh.
- 1699: Cuộc Đại chiến Thổ Nhĩ Kỳ kết thúc: liên minh Thần Thánh đại thắng.
- 1715: Giáo hoàng Clement XI phản đối đề nghị của các tu sĩ Dòng Tên về nghi lễ tiếng Hoa.
- 1718: Cuộc Chiến tranh Áo-Thổ Nhĩ Kỳ (1716–1718) chấm dứt: sau một loạt đòn giáng sấm sét, danh tướng Áo là Eugène de Savoie-Carignan nghiền nát bấy nát bét quân Thổ Nhĩ Kỳ, do đó Giáo hoàng Clêmentê XI ban thưởng cho ông một chiếc mão và một thanh gươm.
- 1721: Hoàng đế Khang Hy cấm tín đồ Kitô giáo hành lễ ở Trung Quốc.
- 1738: Hội Dòng Áo Xám được thành lập.

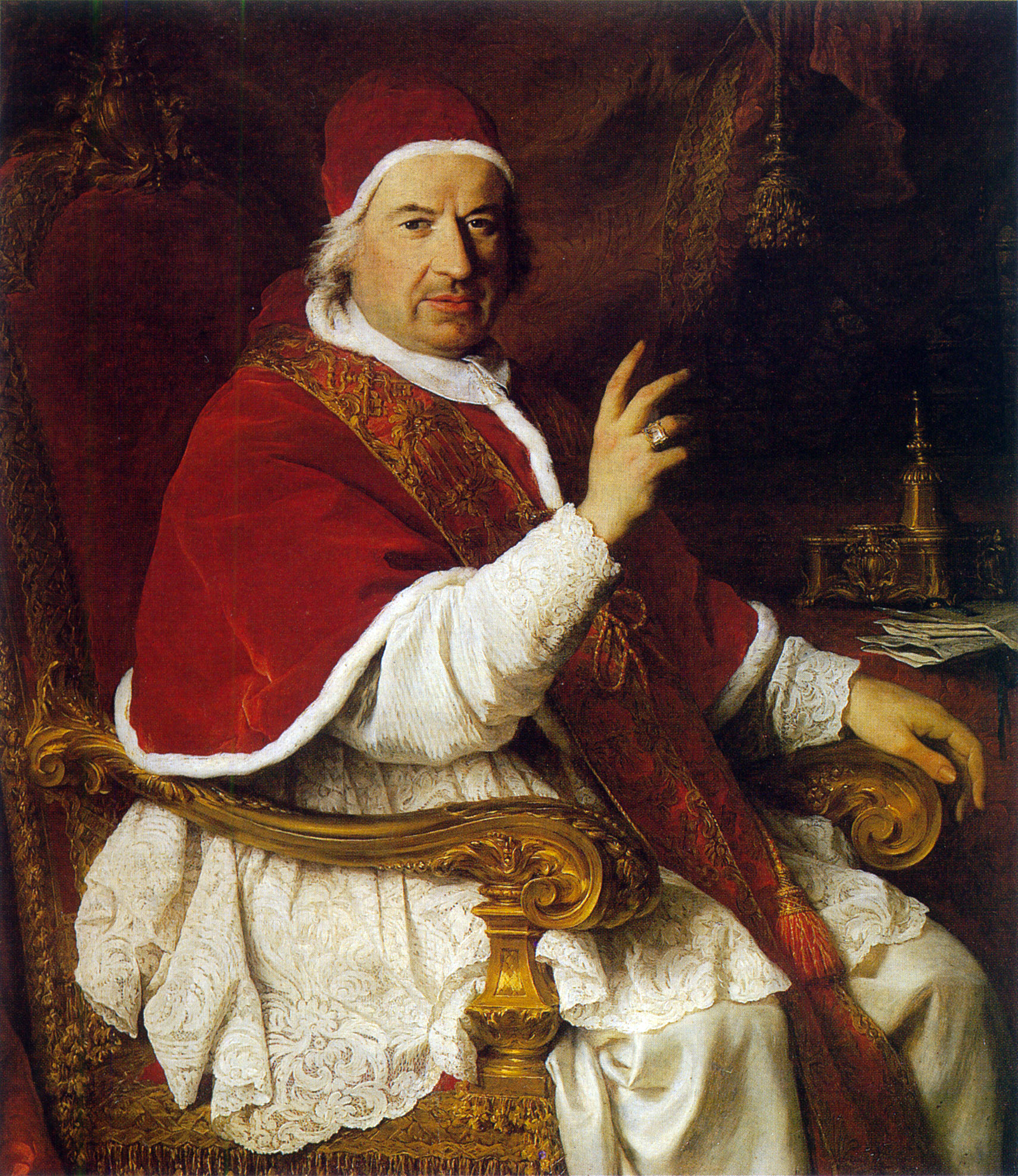
Đầu triều Giáo hoàng Biển Đức XIV, ông phải đối phó với cuộc chinh phạt vùng Silesia của quân Phổ.

- 1741: Trong cuộc Chiến tranh Kế vị Áo: Quốc vương nước Phổ là Friedrich II Đại Đế thân chinh xuất đại binh tinh nhuệ tiến đánh tỉnh Silesia trù phú của nước Áo. Giáo hoàng kêu gọi các nước Công giáo vùng lên chống lại "tên Bá tước nghịch đạo xứ Brandenburg" (Quốc vương Phổ thời bấy giờ kiêm lãnh chúa xứ Brandenburg). Nhà vua nước Phổ tuyên bố rằng ông sẵn sàng che chở cho tất cả mọi cộng đồng tôn giáo trong Vương quốc của ông, do đó lời kêu gọi của Tòa Thánh đã hoàn toàn thất bại.
- 1742: Cùng với những chiến binh dũng mãnh của mình, Quốc vương Friedrich II Đại Đế, ông đập tan nát đại quân Áo và chiếm lĩnh được tỉnh Silesia từ tay người Áo. Ông ban chỉ dụ tự do tôn giáo cho các thần dân Công giáo tại tỉnh Silesia này.
- 1757: Trong cuộc Chiến tranh Bảy Năm, bằng một đòn giáng sấm sét, các chiến binh tinh nhuệ Phổ do vua Friedrich II Đại Đế thân hành thống lĩnh nghiền nát bét liên quân Áo - Pháp trong trận quyết chiến tại Rossbach, Sachsen. Sự trỗi dậy mãnh liệt của nước Phổ Kháng Cách là một thất bại lớn nhất của Tòa Thánh kể từ thời Thánh Martin Luther khởi xướng Kháng Cách.
- 1758: Trong trận kịch chiến tại Hochkirch, quân Áo do Thống chế Bá tước Leopold Joseph von Daun thống lĩnh đánh tan nát quân Phổ do vua Friedrich II Đại Đế thân chinh cầm đầu. Giáo hoàng Clêmentê XIII ban thưởng cho Daun một chiếc mão và một thanh bảo kiếm. Nhà vua nước Phổ có phản ứng mạnh mẽ với vụ việc này.
- 1761: Trước sự cổ võ của Giáo hoàng Clêmentê XIII với người Áo, tín đồ Công giáo tại Silesia tham gia âm mưu làm phản Quốc vương Friedrich II Đại Đế, nhưng không thành.
- 1763: Sau khi quân Áo bị đại bại tơi bời trong trận quyết chiến tại Freiberg, Nước Phổ toàn thắng cuộc Chiến tranh Bảy Năm - được xem là cuộc đấu tranh của nhân dân Phổ nhằm bảo vệ đức tin Kháng Cách thoát khỏi quân xâm lược Công giáo.
- 1764: Dòng Tên bị trục xuất ra khỏi Pháp.
- 1773: Tu sĩ Dòng Tên phản ứng với Toà Thánh. Họ bị trục xuất và được Quốc vương Friedrich II Đại Đế đón nhận sang lưu vong ở Vương quốc của ông, bởi lẽ Quốc vương biết trọng dụng hiền tài.
- 1789: Hohn Carroll trở thành Giám mục giáo phận Baltimore, Giám mục đầu tiên ở Hoa Kỳ.
- 1793: Cách mạng Pháp, đánh dấu làn sóng bài tu sĩ.
- 1798: Giáo hoàng Pius VI bị cầm tù.

## Thế kỷ 19
- 16 tháng 7 năm 1802: Giáo ước với Pháp 1801. Giáo hội lập lại địa vị của mình tại Pháp.
- 2 tháng 12 năm 1804: Napoleon tôn mình là Hoàng đế Pháp trong Nhà thờ Đức Bà Paris trước sự chứng kiến của Giáo hoàng Pius VII
- 1850: Tổng Giáo phận Westminster và 12 giáo phận Công giáo khác được thiết lập ở nước Anh kể từ sau thời Anh giáo ly khai.
- 8 tháng 12 năm 1869: Giáo hoàng Pius IX khai mạc Công đồng Vatican I.
- 18 tháng 7 năm 1870: Trong phiên họp thứ tư, Công đồng Vatican I ban hành Giáo hiến "Pastor Aeternus".
- 15 tháng 5 năm 1891: Giáo hoàng Leo XIII ban hành thông điệp Rerum Novarum (tạm dịch: Những điều mới mẻ).
- 30 tháng 11 năm 1894: Giáo hoàng Leo XIII ban hành tông thư Orientalium Dignitas, bảo tồn những truyền thống phương đông của giáo hội.
- 1898: Những bức ảnh đầu tiên về Tấm vải liệm Turin của Chúa Giê-su.

## Thế kỷ 20
- 2 tháng 10 năm 1928: Thánh Josemaría Escrivá sáng lập Opus Dei, một tổ chức thế giới là thành viên của Giáo hội Công giáo
- 11 tháng 2 năm 1929: Hiệp ước Latêranô được ký kết giữa Benito Mussolini – đại diện cho vua nước Ý và Hồng y Gasparri – đại diện cho Giáo hoàng, công nhận chính thể độc lập của Thành Vatican và giải quyết các vấn đề về lãnh thổ giữa nước Ý và Tòa Thánh có từ năm 1870 (Vấn đề La Mã).
- 12 tháng 2 năm 1931: Đài phát thanh Vatican (Vatican Radio) khánh thành. Điều hành bởi Gulielmo Marconi, do Giáo hoàng Pius XI khai mạc. Tín hiệu phát thanh đầu tiên của Vatican Radio là bức điện bằng Morse: In nominee Domini, amen.
- 1931: Giáo hoàng Pius XI ban bố "Tông thư Thiên Chúa cứu chuộc" (Divini Redemptoris). Qua đó, ông lên án sự bành trướng của chủ nghĩa Cộng sản
- 20 tháng 7 năm 1933: Một giáo ước giữa Tòa Thánh và Đức Quốc xã ký kết giữa Hồng y Eugenio Pacelli (thay mặt Giáo hoàng) và Franz von Papen (thay mặt Tổng thống Paul von Hindenburg).
- 1 tháng 9 năm 1933: Đức chiếm Ba Lan, bắt đầu Chiến tranh thế giới thứ hai. Vatican tuyên bố trung lập trong cuộc chiến.
- 1944: Quân Đức chiếm được Roma. Adolf Hitler tuyên bố sẽ tôn trọng tính trung lập của Vatican. Roma được Khối Đồng Minh giải phóng chỉ sau một tuần bị chiếm đóng.
- 1950: Đức Mẹ Hồn Xác lên trời được định thành giáo điều.
- 20 tháng 1 năm 1961: John F. Kennedy là người Công giáo đầu tiên được bầu làm Tổng thống Hoa Kỳ.
- 11 tháng 10 năm 1962: Giáo hoàng Gioan XXIII khai mạc Công đồng Vatican II. Đây là sự kiện đánh dấu nhiều thay đổi trong thực hành phụng vụ của giáo hội. Trong công đồng này vẫn có những bất đồng từ những người bảo thủ nhằm quyết giữ truyền thống cổ xưa của giáo hội.
- 7 tháng 12 năm 1965: Cuộc gặp gỡ Công giáo - Chính thống giáo giữa Giáo hoàng Phaolô VI và Thượng phụ Patriarch Athenagoras I. Hóa giải việc rút phép thông công lẫn nhau giữa hai giáo phái có từ thời Đại Ly Giáo 1054.
- 8 tháng 12 năm 1965: Giáo hoàng Phaolô VI bế mạc Công đồng Vatican II.
- 1970: Duyệt lại Nghi lễ Rôma, theo đó, cho phép dùng tiếng bản xứ trong cử hành phụng vụ.
- 26 tháng 8 năm 1978: Giáo hoàng Gioan Phaolô I là Giáo hoàng đầu tiên dùng tông hiệu kép. Ông giữ ngôi vị Giáo hoàng chỉ trong 33 ngày rồi qua đời.
- 16 tháng 10 năm 1978: Sau 450 năm, Giáo hoàng Gioan Phaolô II trở thành Giáo hoàng đầu tiên không phải là người Ý, cũng là Giáo hoàng người Ba Lan đầu tiên. Ông có tác động lớn đến sự sụp đổ của chủ nghĩa cộng sản ở Đông Âu.
- 1984: Đại hội Giới trẻ Thế giới lần đầu tiên do Giáo hoàng Gioan Phaolô II tổ chức ở Roma.
- 30 tháng 6 năm 1988: Tổng Giám mục Marcel Lefebvre tự tấn phong bốn người làm Giám mục ở Ecône, Thụy Sĩ mà không có sự cho phép của Giáo hoàng. Ngay lập tức, ông và những người liên quan bị rút phép thông công theo giáo luật.
- 31 tháng 12 năm 1991: Liên Xô tan rã. Giáo hội vốn bị đàn áp ở đây được phục hồi.
- 1992: Tập Giáo lý đại cương của Giáo hội Công giáo được in lần đầu bằng tiếng Pháp.
- 1994: Ordinatio Sacerdotalis, một Tông thư của Giáo hoàng Gioan Phao lô II ngăn cấm việc truyền chức linh mục cho phụ nữ.

## Thế kỷ 21
- 30 tháng 4 năm 2000: Giáo hoàng Gioan Phaolô II phong thánh cho Thánh Faustina và chỉ định bắt đầu từ nay, ngày Chủ Nhật sau Lễ Phục Sinh là Chúa Nhật Lòng Chúa Thương Xót.
- 1 tháng 1 năm 2001: Bắt đầu thiên niên kỷ mới. Giáo hội long trọng khai mạc kỷ nguyên thứ ba của Kitô giáo, kéo dài Năm Thánh (2000) vào một phần của năm 2001 (thông thường là 25 năm tổ chức một lần – trường hợp năm 2000 được gọi là Đại Năm Thánh).
- 6 tháng 1, 2001: Giáo hoàng Gioan Phaolô ban hành Novo Millennio Ineunte (Bước vào Thiên niên kỷ thứ ba), chương trình hành động của Giáo hội trong thiên niên kỷ mới, khẳng định việc cầu nguyện là hoạt động ưu tiên của Giáo hội Công giáo.
- 18 tháng 1 năm 2001: Vụ bê bối của linh mục John Geoghan, ông bị cáo buộc là quấy rối tình dục trẻ em và bị nhận án 5 năm tù. Đây được coi là vụ bê bối tệ nhất liên quan đến Giáo hội Công giáo thời nay[1].
- 2 tháng 4 năm 2005: Giáo hoàng Gioan Phaolô II qua đời ở tuổi 84[2]. Tang lễ của ông truyền đi khắp thế giới qua phương tiện thông tin đại chúng. Nhiều nguyên thủ quốc gia và hàng triệu người Công giáo hành hương đến Rôma để tỏ lòng kính trọng[3].
- 19 tháng 4 năm 2005: Hồng y Joseph Ratzinger (s. tại Đức) được Hồng y Đoàn bầu làm Giáo hoàng, với tông hiệu Giáo hoàng Benedict XVI. Ông là vị Giáo hoàng đầu tiên của thế kỷ 21[4].
- 18 tháng 8 năm 2005: Giáo hoàng Biển Đức XVI viếng thăm Köln (Đức) trong chuyến tông du đầu tiên ra ngoài nước Ý. Ông tiếp tục công việc tổ chức Ngày Giới trẻ Thế giới của người tiền nhiệm.
- 12 tháng 9, 2006: Giáo hoàng Biển Đức XVI có bài diễn văn tại Đại học Regenburg. Tại đây, phát biểu sơ suất của ông làm dấy lên làn sóng phản ứng mạnh mẽ của người Hồi giáo trên khắp thế giới[5].
- 7 tháng 7, 2007: Giáo hoàng Biển Đức XVI ban hành Motu proprio Summorum Pontificum, cho phép cử hành Nghi lễ Latinh (giải phóng các điều luật của Sách lễ Rôma 1962)[6].
- 28 tháng 2, 2013: Giáo hoàng Biển Đức XVI chính thức rời bỏ chức vụ Giáo hoàng và trở thành Giáo hoàng đầu tiên trong 600 năm qua từ nhiệm[7].
- 13 tháng 3, 2013: Hồng y Bergoglio người Argentina được bầu làm Giáo hoàng với tông hiệu là Phanxicô trong ngày thứ hai của Mật nghị Hồng y 2013[8].